# Дыбленко, Ярослав Анатольевич
Яросла́в Анато́льевич Дыбле́нко (род. 28 декабря 1993, Сургут, Тюменская область) — российский хоккеист, защитник. Мастер спорта России (2023).

## Карьера

### Клубная карьера
В сургутскую школу хоккея «Олимпиец» Дыбленко привёл отец. Первый тренер — Сергей Мальцев. В 15 лет Дыбленко уехал в Мытищи. 10 января 2013 года дебютировал в Континентальной хоккейной лиге в составе мытищинского «Атланта» против чеховского «Витязя», проведя на льду 1 минуту и 30 секунд. Первую шайбу в КХЛ забросил 1 февраля 2013 года в матче против «Локомотива». В дебютном сезоне выходил на лёд в 16 матчах, набрав 3 (1+2) очка и заработав 10 минут штрафного времени. В конце апреля 2013 года продлил контракт с «Атлантом» ещё на 2 года.
В конце апреля 2015 года из-за финансовых проблем «Атланта» права на игрока получил СКА, а 4 июня было объявлено, что защитник продолжит карьеру в московском «Спартаке».
Проведя 2 сезона в «Спартаке», 20 апреля 2017 года Дыбленко подписал 2-летний двусторонний контракт новичка с «Нью-Джерси Девилз». При этом 18 августа СКА получил права на игрока в обмен на Хохлачева. В тренировочном лагере Дыбленко не смог себя проявить и сезон 2017/18 провел в АХЛ в фарм-клубе «Нью-Джерси» — «Бингемтон Девилз».
В межсезонье 2018 Дыбленко вернулся в Россию, где в обмен на денежную компенсацию перешёл обратно в «Спартак». В первый сезон после возвращения провел 55 матчей в регулярном чемпионате (6 — в плей-офф), набрав 10 (5+5) очков (2 — в плей-офф), после чего контракт с ним был расторгнут по обоюдному согласию. 15 июля Дыбленко подписал трехлетний контракт со СКА.
17 октября 2021 года в результате обмена со СКА Ярослав Дыбленко стал игроком ХК «Сочи». За ХК «Сочи» игрок провел 21 игру, набрав 7 (5+2) очков при показателе полезности «+4».
4 мая 2022 года Дыбленко подписал контракт на два сезона с ЦСКА. В клубе ЦСКА играет под номером 73.
29 апреля 2023 года стал обладателем Кубка Гагарина в составе ЦСКА. 5 июля 2024 года был обменян в «Северсталь» на Никиту Седова.
В июле 2025 года в результате обмена на денежную компенсацию перешел в ХК «Амур».

### Карьера в сборной
В составе молодёжной сборной России участвовал в чемпионате мира 2013 года, на котором сборная завоевала бронзовые медали, и в 2012 году в Subway Super Series против сборных WHL, OHL и QMJHL.

## Личная жизнь
24 июня 2017 года женился. Супруга Дарья Дыбленко.
По национальности — русский. По собственному признанию, является мусульманином. В мае 2023 года в интервью заявил, что принял ислам 6 лет назад. В ислам его привёл хоккеист Альберт Яруллин.

## Статистика
| Легенда | Легенда                    | Легенда | Легенда                   | Легенда | Легенда    |
| ------- | -------------------------- | ------- | ------------------------- | ------- | ---------- |
| И       | Количество проведённых игр | Штр     | Штрафное время            | +/−     | Плюс-минус |
| Г       | Голы                       | П       | Голевые передачи          | О       | Очки       |
| -       | Статистика неизвестна      | —       | Статистика не учитывалась |         |            |

## Достижения

### Командные
Международные
| Год  | Команда       | Достижение                                     | Достижение |
| ---- | ------------- | ---------------------------------------------- | ---------- |
| 2012 | Россия (мол.) | Победитель молодёжного Азиатского кубка вызова |            |
| 2013 | Россия (мол.) | Бронзовый призёр молодёжного чемпионата мира   |            |

Обладатель Кубка Гагарина сезона 2022/2023.